# José Luján
José Félix Luján Effio (Trujillo, 12 de enero de 1997) es un futbolista peruano. Su equipo actual son Los Chankas CYC de la Primera División del Perú.

## Trayectoria
Luján integró los equipos menores del Racing Trujillo y Real Libertad Trujillo, con el cual salió campeón nacional del torneo "Creciendo con el Fútbol" sub-8, sub-10 y sub-12, hasta que llegó a la ciudad de Lima a los 15 años por invitación del cuadro de la Universidad de San Martín para integrar sus divisiones menores. El 15 de abril de 2017 debutó con el primer equipo en la derrota por 2-1 ante Cantolao a mitad del Torneo de Verano 2017, jugando todo el encuentro con el dorsal número 2. Desde entonces fue adquiriendo regularidad y se volvió titular con San Martín en su primera temporada.
El 2 de junio de 2017 convirtió el primer tanto de su carrera, anotando el 1-1 frente a Ayacucho, esta vez por la segunda fecha del Torneo Apertura 2017. Entre 2017 y 2018, sus primeras dos temporadas como profesional, acumuló un total de 56 apariciones con el club santo con tres anotaciones a su favor. A mediados de agosto de 2018, tras una serie de negociaciones, extendió su contrato por dos temporadas.
Para el 2023 llegó a Universitario de Deportes fichando por una temporada.Sin embargo, no logró debutar con el plantel crema, saliendo en 2 oportunidades en el banco de suplente. A mitad de temporada fue enviado a préstamo a la Universidad César Vallejo hasta final de temporada.
Quedó como jugador libre para el 2024, fichando por los Chankas CYC.

## Selección nacional
Fue convocado para los microciclos sub-17 pero quedó fuera de lista del sudamericano 2015
Ha sido parte de la selección de fútbol de Perú en la categoría sub-20, con la cual disputó el Campeonato Sudamericano de Fútbol Sub-20 de 2017 realizado en Ecuador. Recibió el dorsal número 3 y fue titular en los cuatro partidos de Perú en el torneo, siendo eliminados en fase de grupos.
En abril de 2019, fue convocado a la selección sub-23 de Perú por Nolberto Solano para el primer microciclo con miras a los Juegos Panamericanos de 2019, sin embargo no llegó a entrar en la lista final. Tiempo después fue incluido en la lista final para participar en el Torneo Preolímpico Sudamericano Sub-23 de 2020, donde disputó el último partido ante Bolivia, convirtiendo el gol de Perú en la derrota 2-1 por la última fecha.

### Participación en Campeonatos Sudamericanos
| Torneo                      | Sede     | Resultado      | Partidos | Goles |
| --------------------------- | -------- | -------------- | -------- | ----- |
| Sudamericano Sub-20 de 2017 | Ecuador  | Fase de grupos | 4        | 0     |
| Preolímpico Sub-23 de 2020  | Colombia | Fase de grupos | 1        | 1     |

## Estadísticas

### Clubes
Actualizado el 17 de agosto de 2023.
| Universidad de San Martín · Perú                                                                              | 1.ª           | 2017          | 25  | 2 | — | — | — | — | 25  | 2 |
| Universidad de San Martín · Perú                                                                              | 1.ª           | 2018          | 31  | 1 | — | — | — | — | 31  | 1 |
| Universidad de San Martín · Perú                                                                              | 1.ª           | 2019          | 28  | 1 | 3 | 0 | — | — | 31  | 1 |
| Universidad de San Martín · Perú                                                                              | 1.ª           | 2020          | 23  | 0 | — | — | — | — | 23  | 0 |
| Universidad de San Martín · Perú                                                                              | Total club    | Total club    | 107 | 4 | 3 | 0 | 0 | 0 | 110 | 4 |
| FBC Melgar · Perú                                                                                             | 1.ª           | 2021          | 16  | 0 | 1 | 0 | 7 | 0 | 24  | 0 |
| FBC Melgar · Perú                                                                                             | 1.ª           | 2022          | 9   | 0 | — | — | 1 | 0 | 10  | 0 |
| FBC Melgar · Perú                                                                                             | Total club    | Total club    | 25  | 0 | 1 | 0 | 8 | 0 | 34  | 0 |
| Universitario de Deportes · Perú                                                                              | 1.ª           | 2023          | 0   | 0 | 0 | 0 | 0 | 0 | 0   | 0 |
| Universitario de Deportes · Perú                                                                              | Total club    | Total club    | 0   | 0 | 0 | 0 | 0 | 0 | 0   | 0 |
| Universidad César Vallejo · Perú                                                                              | 1.ª           | 2023          | 3   | 0 | 0 | 0 | 0 | 0 | 3   | 0 |
| Universidad César Vallejo · Perú                                                                              | Total club    | Total club    | 3   | 0 | 0 | 0 | 0 | 0 | 3   | 0 |
| Total carrera                                                                                                 | Total carrera | Total carrera | 135 | 4 | 4 | 0 | 8 | 0 | 147 | 4 |
| (1)Incluye datos de la Copa Bicentenario (2019, 2021). (2)Incluye datos de la Copa Sudamericana (2021, 2022). |               |               |     |   |   |   |   |   |     |   |

## Palmarés

### Títulos nacionales
| Título | Club                      | País | Año  |
| ------ | ------------------------- | ---- | ---- |
| Liga 1 | Universitario de Deportes | Perú | 2023 |

### Torneos cortos
| Título          | Club            | País | Año  |
| --------------- | --------------- | ---- | ---- |
| Torneo Apertura | F. B. C. Melgar | Perú | 2022 |

### Distinciones individuales
- Nominado a mejor defensa central izquierdo del Campeonato Descentralizado según el diario Líbero: 2018[8][9]